# Rotes Rathaus (stacja metra)
Rotes Rathaus – stacja metra w Berlinie, na linii U5, w dzielnicy Mitte, w okręgu administracyjnym Mitte. Została otwarta 4 grudnia 2020 roku.